# 科霍戈省
9°25′N 5°37′W / 9.417°N 5.617°W

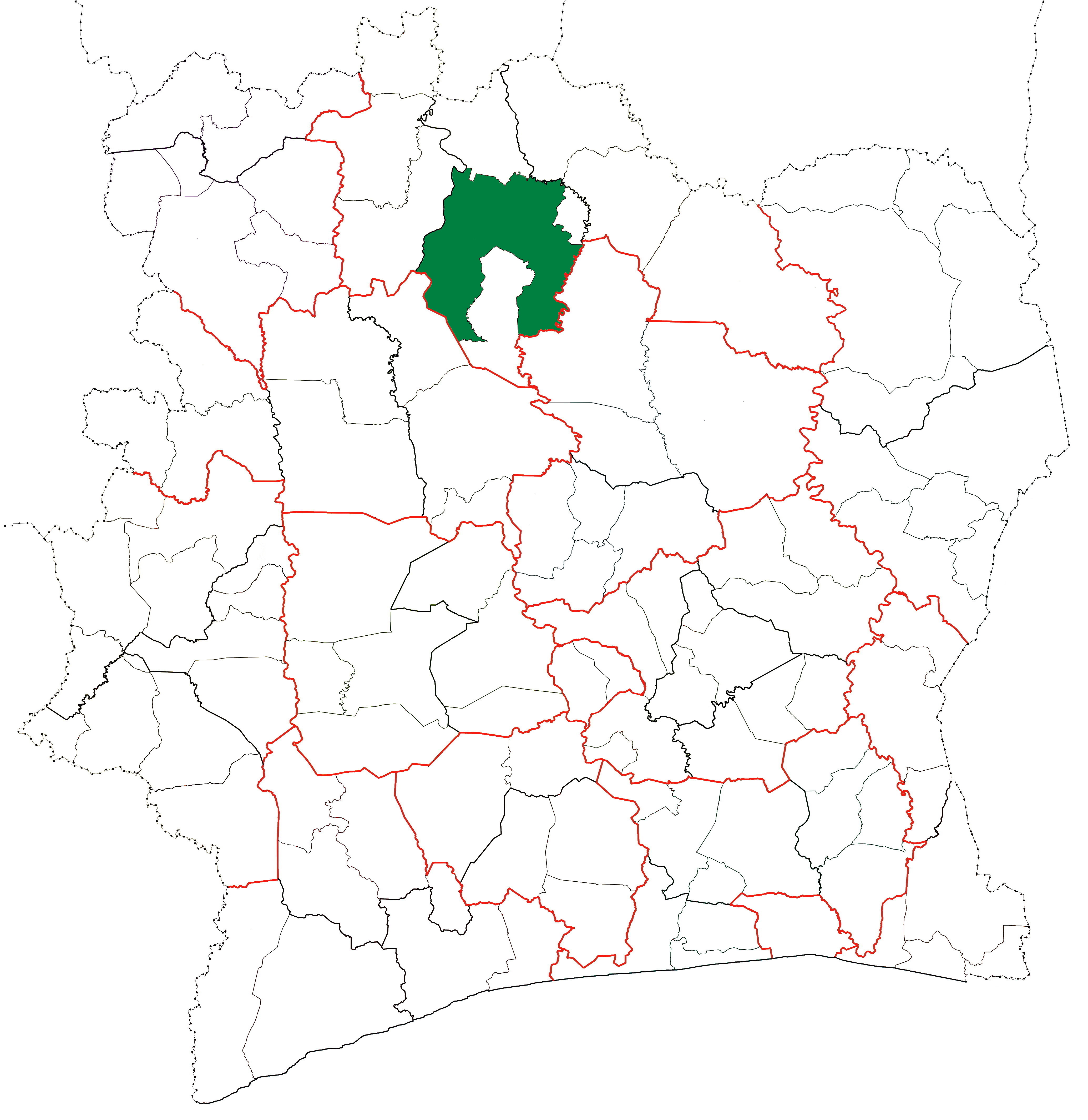

科霍戈省（Korhogo Department），是科特迪瓦的省份，位於該國北部薩瓦內區，由波羅大區負責管轄，首府設於科霍戈，成立於1969年，面積12,500平方公里，2014年人口536,851，人口密度每平方公里43人。